# 劇画村塾
劇画村塾（げきがそんじゅく）は、漫画家や漫画原作者・映画原作者の養成塾。正式名称は、小池一夫劇画村塾。
1977年に開講。多くの漫画家やクリエイターを輩出し、1988年にいったん中断するが、2000年の「大阪芸術大学小池ゼミ」、2003年の「小池一夫塾」を経て、2006年に再開。2007年9月には株式会社化された。
2009年に再び中断するが、2011年からWEB講座として再開、その後、直接授業も開始した。2014年1月からは並行して時代劇クリエイターを育てるための「時代劇画村塾」も開講した。その後は散発的な活動の後、小池の逝去により自然消滅した。
80年代には、スタジオ・シップから内部誌「劇画村塾」と外部誌「Comic劇画村塾」を発刊していた。これらは国立国会図書館には収蔵されていない。

## 概要
漫画原作者の第一人者であった小池一夫が“劇画の衰退を食い止めるため”と銘打って開講し、「キャラが起ってないとだめ。キャラが起ってれば面白い漫画。」が一貫した教えだったが、第8期でいったん終了。
2000年、小池は教授として就任した大阪芸術大学で「小池ゼミ」を開講し、大学教育内でのクリエイターの育成を始めた。これに手応えを感じた小池は2003年、東北新社映像テクノアカデミアの協力のもと、現代版劇画村塾として「小池一夫塾」を開塾、2005年に「小池一夫キャラクター塾」と改名した。この映像テクノアカデミアでの開講は2005年度（第3期）をもって終了する。
2006年4月、韓国系企業との共同事業で「小池一夫劇画村塾」として復活。東京9期および大阪1期が開講されたが、2009年4月1日をもって、小池一夫から独立しMANGARAK（漫画楽）となった。
代わって2011年4月から、小池個人で「小池一夫キャラクターマンWEB講座」を開講。本人による直接指導が再開される。MANGARAKと無関係のため「劇画村塾」の名を冠していないが、旧劇画村塾の卒業生には、協賛、また同一視している者もいる。
2013年4月より、「キャラクターマン講座＋WEB」を開始。参加者は教室での直接講義とWEB講義の二通りのコースを選択することができるようになった。
2014年1月より、時代劇に特化した「小池一夫時代劇村塾」を開始。キャラクターマン講座同様、直接講義とWEB講義の二つのコースがあったが、小池の体調不良から散発的な活動に終わった。

## システム

### 劇画村塾
昭和期の劇画村塾は、「劇画科」と「原作科」で構成され、両科を履修することもできた。なお、第1期の生徒だったさくまあきらによれば、当初は編集者育成のコースもあったが、同コースに登録したのが第1期250人中さくまのみだったことから、後に消滅。さくまが「最初で最後の一人」だという。
約1年の講義の後、卒業となるが、優秀者は「特別研修生」として選出され、2年目の「特別研修会」に出ることを許された。従って、5期以前の劇画村塾の「1期」は約2年間だった。
6期以降のカリキュラムは1年間となり、11期以降は6か月間。科目名も現在は「原作者コース」「漫画家コース」と改められている。

### 小池一夫塾
東北新社映像テクノアカデミアの協力を得て開塾。約1年の講義で卒業となるシステムは同じ。
第1期は「原作者コース」「漫画家コース」「ゲームクリエイターコース」で構成されていたが、小池の講義は共通で、科別にさくまあきら、梶研吾、岡崎武士らの講義がそれぞれ行われた。また、夏季特別講義として、高橋留美子や池上遼一のゲスト講義も行われている。

### キャラクターマンWEB講座
科目の種別は存在せず、Ustreamで週1回、6か月間にわたって通信講座を開く。受講生は同配信を自宅PCで聴講するほか、人数限定で会場での直接聴講も可能。
課題ないし作品の提出を随時に受け付けており、小池による添削指導が行われる。優秀者は、各種媒体へのデビュー支援や、小池が編集する雑誌への掲載が行われていた。

### キャラクターマン講座+WEB
2013年4月より開講。上記のキャラクターマンWEB講座を発展・拡充させ、東京での30名程度の直接講義を行うと同時に、Ustream配信による通信講座を行っていた。

### 時代劇画村塾
2014年1月より開講。時代劇に特化。東京での10名程度の直接講義を行うと同時に、Ustream配信による通信講座を行っていた。

## 主な会場
- 昭和
  - 東京教室 … 代々木オリンピック村研修センター／目黒区 スタジオシップ本社
  - 神戸教室 … ポートピア・神戸国際交流会館
- 平成
  - 小池一夫塾 … 東北新社映像テクノアカデミア
  - 東京9期～ … 代官山 ヒルサイドテラス
  - 東京10期（9月）～13期 六本木森25ビル
  - 大阪1期～2期 … 厚生年金会館 カルチャーエコル
  - キャラクターマンWEB講座1-4期 … 小田原小池工房他
  - キャラクターマン講座5期～ … 渋谷フラッグ
  - 時代劇画村塾、キャラクターマン講座7期 … 高輪
  - キャラクターマン講座8期 … 港区

## 主な卒業生
- 1期生（1977年～）
  - あかねこか
  - 岡正（元フジテレビプロデューサー）[3]
  - かたおか徹治
  - 狩撫麻礼
  - 菊地秀行
  - 工藤かずや
  - 早乙女正幸
  - さくまあきら
  - 式貴士
  - 高橋留美子
  - 高本公夫[4]
  - 武田正敏
  - たなか亜希夫
  - 宮岡寛
  - 山本貴嗣

- 2期生（1979年～）
  - 中村真理子
  - 火浦功
  - 剣名舞
- 3期生（1981年～）
  - 大野安之
  - 加藤賢崇
  - とがしやすたか
  - 原哲夫
  - 堀井雄二
  - 山本直樹
  - 石綿周一（パンチョス石綿）
- 4期生（1983年～）
  - 梶研吾
  - ビトウゴウ
- 神戸校1期生（1983年～）
  - 西村しのぶ
  - 田中圭一
  - 風狸けん
- 5期生（1985年～）
  - 山口貴由
  - 東板前二
- 6期生（1987年）
  - 板垣恵介
  - こいでたく
  - たかしげ宙
- 7期生（1988年）
  - 入江喜和
- 8期生（1989年）
  - 長谷川哲也
  - 島田真誠
  - いしぜきひでゆき
- 社員（聴講生）
  - 鍋島雅治
  - 佐木飛朗斗
- 大阪芸術大学小池一夫ゼミ生（2000年～）
  - 椎橋寛
  - 森橋ビンゴ
  - 険持ちよ
- 小池一夫塾1期生（2003年）
  - ゆずはらとしゆき
  - 有坂玲
  - ナカタニD.
  - 山崎紗也夏
  - 安藤満
  - すとろう小泉（龍造寺慶）
  - 朽葉狂介
- 小池一夫塾2期生（2004年）
  - おおひなたごう
- 小池一夫キャラクター塾3期生（2005年）
- 9期生（2006年）
- 10期生（2007年）
  - 有賀ヒトシ
- 大阪2期(2007年）
  - 栗原一実
- 11期生（2008年上半期）
- 12期生（2008年下半期）
  - 澤井啓夫
  - 永瀬白虎
  - 井上ジェット
- 13期生（2009年上半期）
  - ギュウゾウ （電撃ネットワーク）
  - 友利卓司
  - 七瀬葵
  - せきしんご
  - 本田透
  - 日下部むのる
  - キャラクターマンWEB講座一期生（2011年上半期）
  - 伊勢幸祐
  - 八橋賢一郎
- キャラクターマンWEB講座二期生（2011年下半期）
  - 清水喜弘
  - 春原ロビンソン
- キャラクターマンWEB講座三期生（2012年上半期）

## 教科書
劇画村塾の授業内容は「コミック劇画村塾」に連載され、それを1冊にまとめた教科書が1985年に発行された。主に塾生にのみ配布されていたため、その内容は長らく秘伝というべき状態が続いたが、聴講に来ていた漫画雑誌の編集者や専門学校講師となった塾生たちを経由して新人教育に活用され、漫画業界におけるキャラクター第一主義をさらに広める結果となった。
2000年より、教科書を増補・発展させたキャラクター原論3部作が発行され、多くの人に劇画村塾の創作メソッドが公開された。
- 「小池一夫の誌上劇画村塾」スタジオ・シップ（1985年）5月
- 「キャラクターはこう動かす!」小池書院（2000年3月） ISBN 4883155331
- 「キャラクターはこう創る!」小池書院（2000年3月） ISBN 4883155323
- 「キャラクターはこう活かす!―スーパーキャラクターを創ろう」小池書院（2001年6月） ISBN 4883155544
- 「大阪芸術大学 小池一夫のキャラクター造形学」大阪芸術大学（2006年12月） ISBN 486225070X
- 「人を惹きつける技術―カリスマ劇画原作者が指南する売れるキャラの創り方」講談社＋α新書（2010年1月）ISBN 978-4062726344
- 「小池一夫のキャラクター新論 ソーシャルメディアが動かすキャラクターの力」小池書院（2011年5月）ISBN 978-4862257024
- 「ホット&クール! ローソンのソーシャル・キャラクター戦略」小池書院（2013年6月）ISBN 978-4862259387
- 「リドル✕ドリル 小池一夫のキャラクターメソッド」グラフィック社（2016年9月）ISBN 978-4766129786
- 「小池一夫のキャラクター創造論」ゴマブックス（2016年7月）ISBN 978-4777118403
- 「小池一夫のキャラクター進化論(1) 漫画原作マル秘の書き方≪まンげン・ピ!≫」 星海社（2018年1月）ISBN 978-4065111499
- 「小池一夫のキャラクター進化論(2) 変化と進化のスーパーキャラクター≪へンしン・パ!≫」星海社（2018年3月）ISBN 978-4065114377